# Al Awir
Al Awir (in arabo العوير‎?),  o anche Al Aweer, è una comunità dell'Emirato di Dubai, negli Emirati Arabi Uniti. Amministrativamente fa parte del Settore 7 e si trova nella zona nord-orientale di Dubai.

## Territorio
Il territorio della comunità occupa una superficie di 92,1 km² che si sviluppa in un'area non urbana nella zona nord-orientale di Dubai,  al confine con l'Emirato di Sharjah.
L'area è delimitata a nord-ovest dalla Emirates Road (E 611), a nord-est dalla municipalità di Sharja, a est dalla municipalità di Al Batayeh a sud dalle comunità di Al Wohoosh ed Enkhali, e ad ovest dalla Dubai-Hatta Road (E 44) che la separa dalla comunità di Al Rowaiyah 3.
Il quartiere è diviso in due sottocomunità:
- Al Awir First (codice comunità 711, nella zona nord;
- Al Awir Second (codice comunità 721), nella zona sud.

La zona meridionale della comunità è attraversata dalla Etihad Rail la prima linea ferroviarie degli Emirati Arabi, che collegherà i principali centri deli Emirati fra loro e con l'Arabia Saudita raggiungendo Fujaira sul golfo di Oman.
Tutta l'area si trova a est della Emirates Road in quella che, secondo il Piano Urbanistico di Dubai del 2020, viene definita "Area non urbana".
Il territorio di Al Awir è in buona parte desertico e in passato era occupato solo da fattorie per produzioni agricole e allevamenti di cavalli e cammelli. Tuttavia, sulla scia dell'ascesa del mercato immobiliare di Dubai, anche questa zona ha iniziato a sviluppare un suo mercato residenziale. Inoltre trovandosi a una certa distanza dalle zone centrali di Dubai, e in area non urbana, gli affitti in questa zona sono piuttosto vantaggiosi. Ad esempio un monolocale da 40 m² può essere trovato ad un prezzo medio annuo di affitto di 21.000 AED.
Coerentemente con il suo ruolo non urbano, in questa zona non vi sono grandi centri commerciali o frenetiche aree shopping, conferendo all'area un aspetto sereno e tranquillo. Sono presenti tuttavia diverse scuole, moschee, cliniche e vari parchi pubblici.
Fra i parchi è famoso il BarkPark, un parco dedicato per i cani in cui gli animali possono muoversi in piena libertà. Il parco offre anche una serie di servizi quali: laghetto balneabile, asilo giornalero, pensione, toelettatura.
Nella zona sud del quartiere, in Al Awir 2, si trova parte della Riserva di conservazione del deserto di Al Wohoosh, un'area protetta istituita nel 2014. Qui sono presenti diversi safari camp gestiti da tour operator autorizzati che offrono ai turisti esperienze di vita nel deserto.
L'area non è attualmente servita dalla Metropolitana di Dubai e la fermata più vicino è quella di Centrepoint (conosciuta anche come Al Rashidiya), che è l'ultima fermata della Linea Rossa, e dista circa 20 km da Al Awir. Esistono tuttavia delle linee pubbliche di superficie che la attraversano:
- la linea 11A che collega la zona est con quella ovest di Al Awir e con la stazione di Centrepoint e con quella di Gold Souq della Linea Verde in Deira, attraversando tutta la parte orientale di Dubai;
- la linea 11B che collega la zona est di Al Awir con la stazione di Centrepoint e il quartiere di Al Khawaneej.